# Ángel Martínez Ortega
Ángel Martínez Ortega (Barcellona, 17 maggio 1991) è un ex calciatore spagnolo, di ruolo difensore.